# タジキスタンの人口統計
本項目ではタジキスタンの人口統計調査、具体的には人口増加率、民族構成、教育水準、平均寿命、識字率、信仰する宗教などについて述べる。

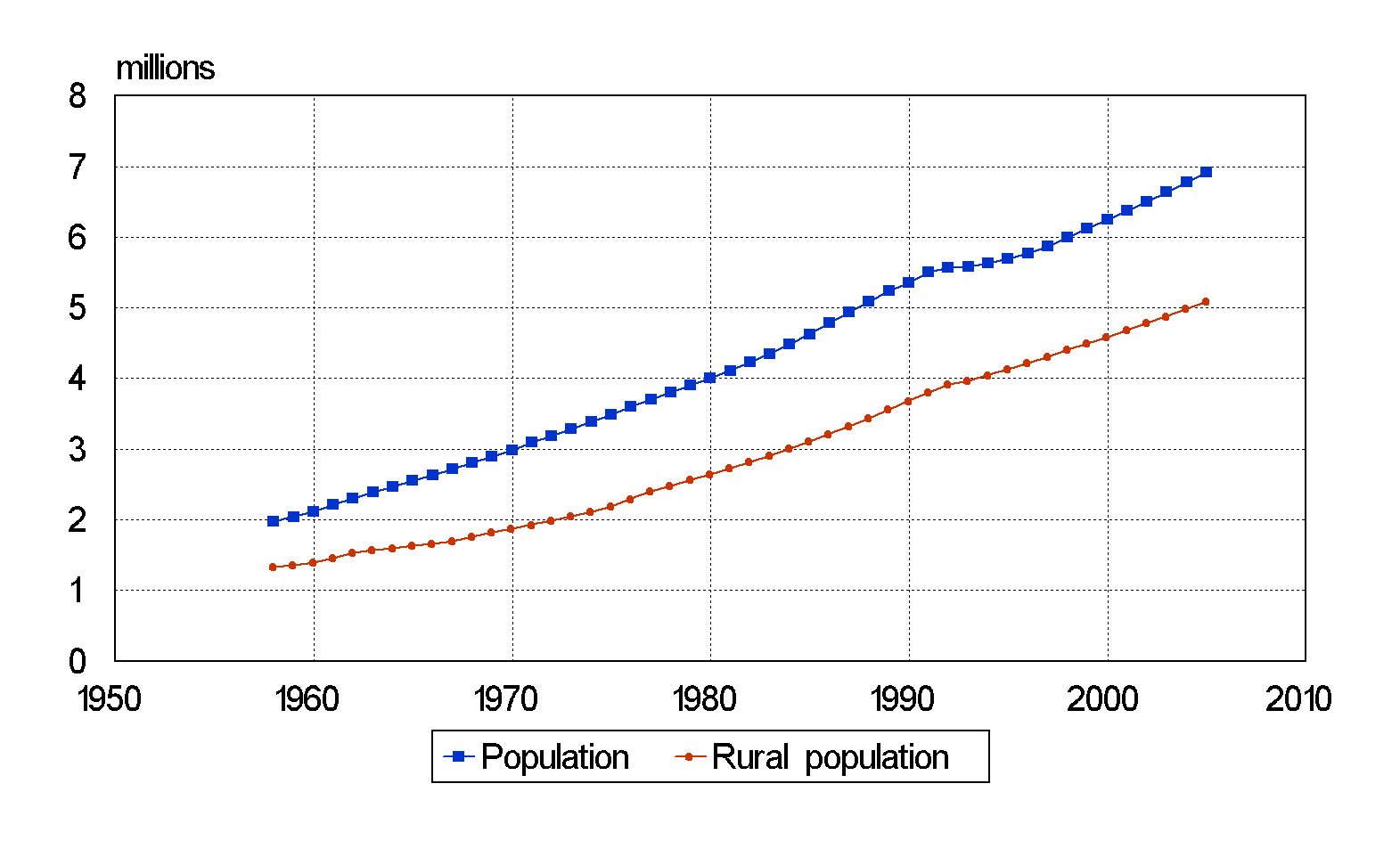
タジキスタンのドゥシャンベとそれ以外の地方の人口の推移図、1958-2005 (単位：100万人)

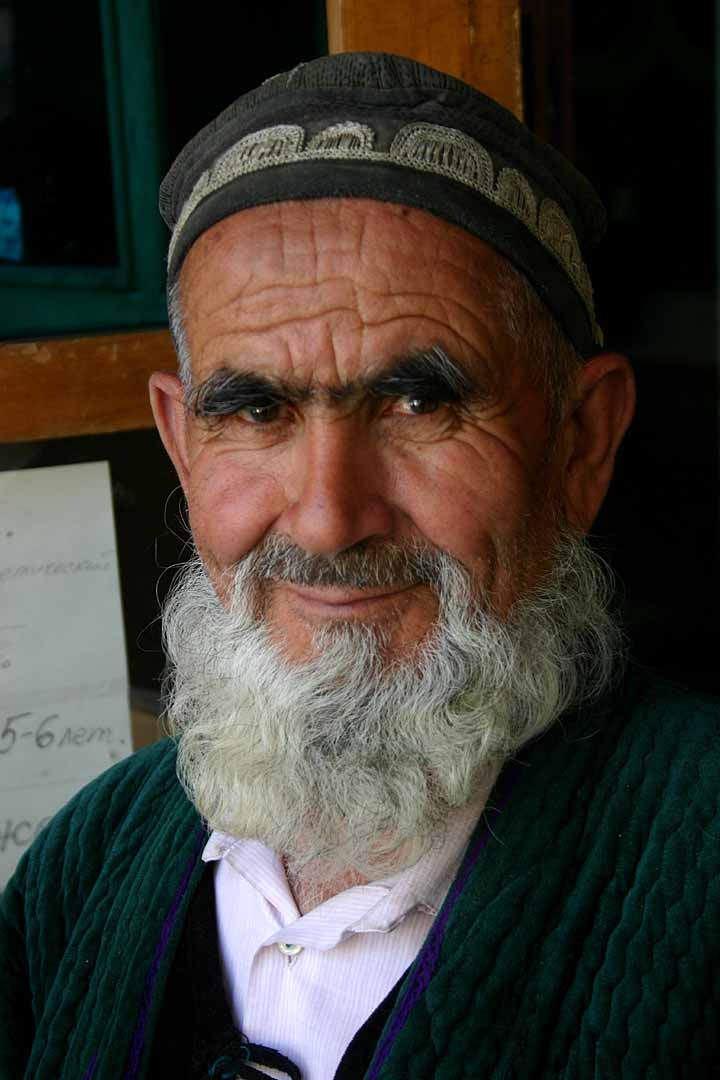
伝統衣装の帽子を被ったタジク人男性 (2005)

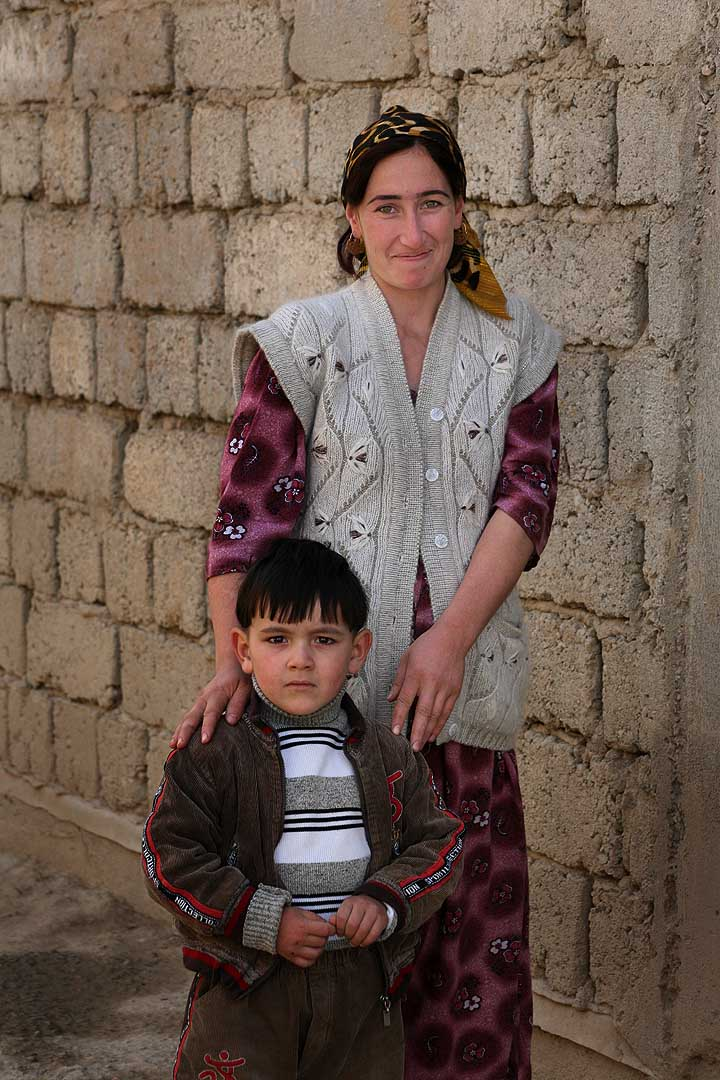
タジク人女性とその息子

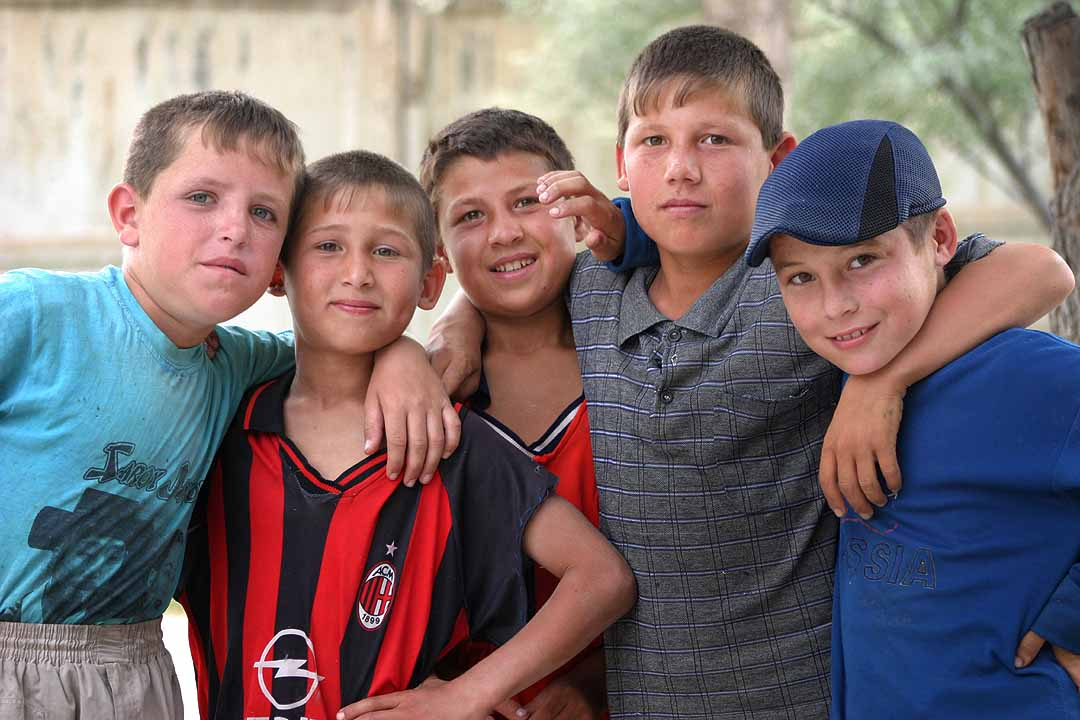
タジキスタンの子どもたち

## 統計上の扱い
タジキスタンの主要民族はタジク人であり、その他に少数民族としてウズベク人やキルギス人、ロシア人などがいるが、人口統計上はすべてタジキスタン人として処理される。タジキスタン出身の人物は公式国家表現によればすべて「タジキスタン人」である一方、民族としてのタジク人は単に「タジク」と表現される。
現代のタジク人はイラン人とルーツを同じくする。特に、タジク人はソグディアナやバクトリアといった中央アジアの古代東イラン人から分派して形成された民族であり、西イランのペルシア人や非イラン人と混ざり合うことで出来上がっている。
20世紀まで、現在のタジキスタン領に住む人々はは二つのアイデンティティを持っていた。一つは移動型と定住型どちらの遊牧民族であるかという生活様式による区分、もう一つは居住地域による区分である。19世紀まで、タジク人とウズベク人は共存し互いの言語を使用して暮らしていたが、2つの区分による国家区分をしたことはなかった。1920年代にソビエト連邦の支配下に入り、近代国家区分を行う必要に迫られ、人工的に区分がなされることになった。ソビエト連邦では5つの中央アジアの共和国が生まれた。多くのタジク人は迫害を受け、強制的に現在のウズベキスタン領内から退去する書類にサインさせられた。
歴史的に、タジキスタンとウズベキスタンにはブハラ・ユダヤ人が住んでいた。ブハラ・ユダヤ人は7世紀のバビロニア人により捕らえられたイスラエルの失われた10支族を祖先にもつが、ほぼ全てのブハラ・ユダヤ人はタジキスタンから退去した。

## 年度別の推移

### UNによる統計[2]
| 年代 | 年間出生数 | 年間死亡数 | 自然増加率 | CBR1 | CDR1 | NC1  | TFR1 | IMR1  |
| --- | ---------- | ---------- | ---------- | ---- | ---- | ---- | ---- | ----- |
| 1950-1955 | 74 000     | 20 000     | 54 000     | 44.7 | 12.2 | 32.5 | 6.00 | 160.0 |
| 1955-1960 | 89 000     | 26 000     | 63 000     | 46.1 | 13.4 | 32.7 | 6.20 | 151.1 |
| 1960-1965 | 111 000    | 30 000     | 81 000     | 48.5 | 13.1 | 35.3 | 6.30 | 142.3 |
| 1965-1970 | 110 000    | 30 000     | 80 000     | 40.5 | 11.1 | 29.4 | 6.72 | 133.4 |
| 1970-1975 | 127 000    | 30 000     | 97 000     | 39.7 | 9.4  | 30.3 | 6.83 | 124.6 |
| 1975-1980 | 138 000    | 33 000     | 105 000    | 37.2 | 8.9  | 28.4 | 5.90 | 115.7 |
| 1980-1985 | 164 000    | 34 000     | 130 000    | 38.6 | 8.0  | 30.6 | 5.54 | 106.9 |
| 1985-1990 | 198 000    | 34 000     | 164 000    | 40.2 | 7.0  | 33.2 | 5.41 | 98.0  |
| 1990-1995 | 206 000    | 52 000     | 154 000    | 37.2 | 9.4  | 27.7 | 4.88 | 88.2  |
| 1995-2000 | 195 000    | 49 000     | 146 000    | 32.7 | 8.2  | 24.5 | 4.29 | 79.6  |
| 2000-2005 | 185 000    | 45 000     | 140 000    | 29.4 | 7.1  | 22.2 | 3.81 | 63.0  |
| 2005-2010 | 187 000    | 43 000     | 144 000    | 28.1 | 6.4  | 21.6 | 3.45 | 56.0  |
| 1 CBR = 出生率 (1000人あたり); CDR = 死亡率 (1000人あたり); NC = 自然増加率 (1000人あたり); TFR = 合計特殊出生率 (女性一人あたりの子供の数); IMR = 新生児死亡率 (1000人あたり) |            |            |            |      |      |      |      |       |

## 民族構成

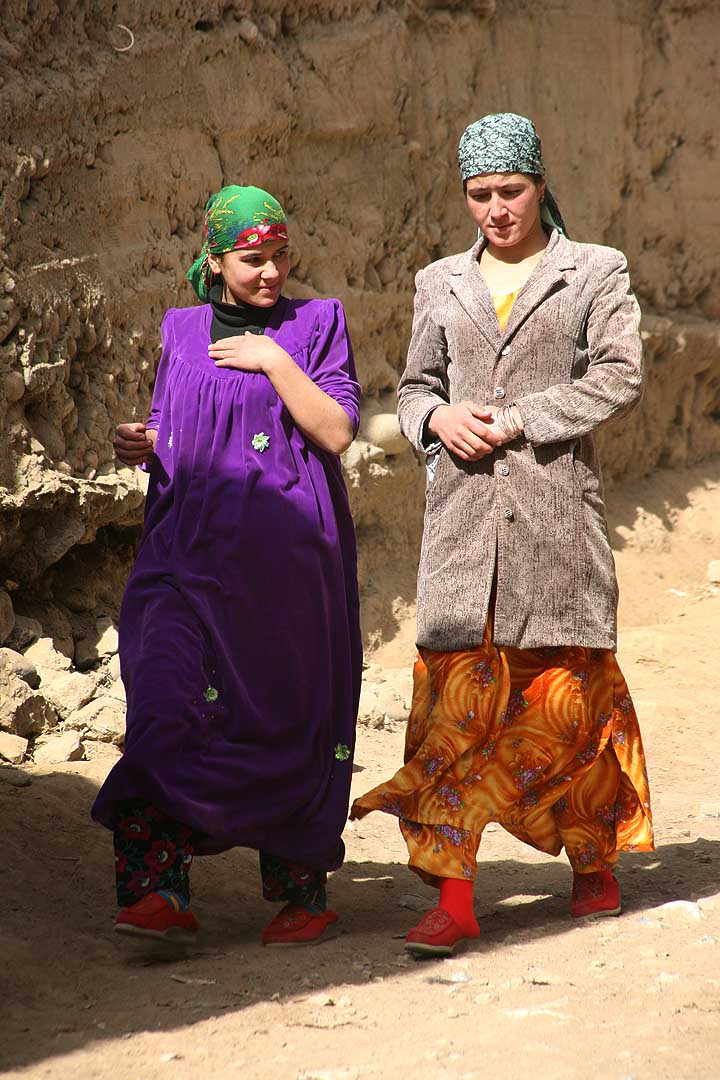
若いタジク人女性

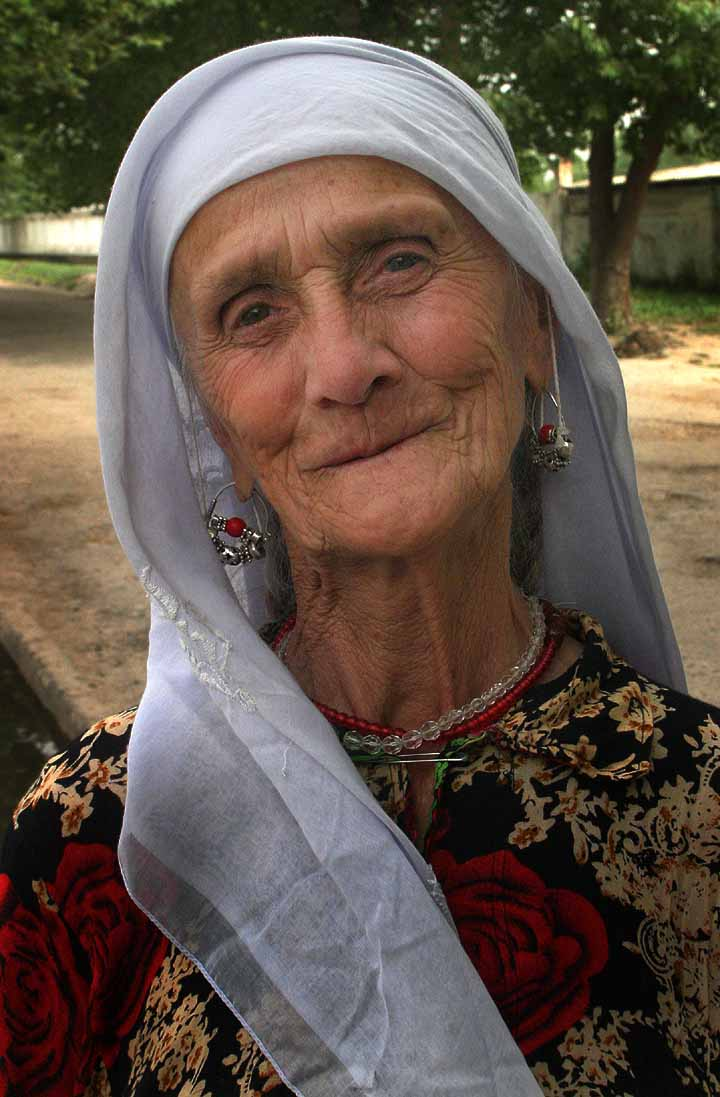
年配のタジク人女性 (2007)

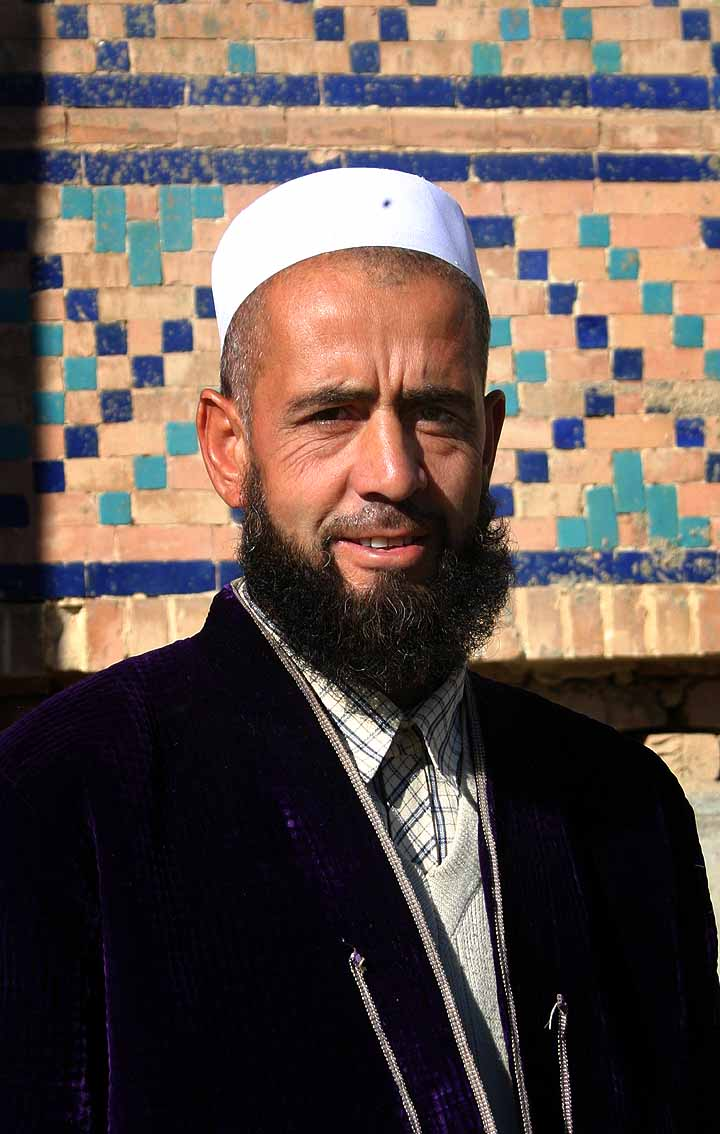
タジキスタンの宗教学者 (2005)

2000年の統計によれば、タジク人 79.9%, ウズベク人 16.5%, ロシア人 1.1% (減少傾向にある), キルギス人 1.1%, その他 (パシュトゥーン人, ブハラ・ユダヤ人, ヴォルガ・ドイツ人など) 2.6% となっている。
註: 以下の表のタジク人には約135,000人のパミール人が含まれており、その65％はシュグニー語話者、13％がルシャン語話者、12％がワヒ語話者、5％がバルタング語話者、3％がヤズグリャム語話者、1.5％がフフィー語話者、0.8％がイシュカシム語話者となっており、その他に5,000人のヤグノビ語話者がいる。2000年の調査によると、パミール人とヤグノビ話者を除いたタジク人の人口比率は77.6％となっている。
| タジク人 | 617,125  | 74.6     | 883,966   | 59.5      | 1,051,164 | 53.1      | 1,629,920 | 56.2      | 2,237,048 | 58.8      | 3,172,420 | 62.3      | 4,898,400  | 79.9      |
| ヤグノビ人 | 1,829    | 0.2      | 883,966   | 59.5      | 1,051,164 | 53.1      | 1,629,920 | 56.2      | 2,237,048 | 58.8      | 3,172,420 | 62.3      | 4,898,400  | 79.9      |
| ウズベク人 | 175,627  | 21.2     | 353,478   | 23.8      | 454,433   | 23.0      | 665,662   | 23.0      | 873,199   | 22.9      | 1,197,841 | 23.5      | 1,012,5007 | 16.5      |
| ロシア人 | 5,638    | 0.7      | 134,916   | 9.1       | 262,610   | 13.3      | 344,109   | 11.9      | 395,089   | 10.4      | 388,481   | 7.6       | 68,200     | 1.1       |
| キルギス人 | 11,410   | 1.4      | 27,968    | 1.9       | 25,635    | 1.3       | 35,485    | 1.2       | 48,376    | 1.3       | 63,832    | 1.3       | 65,500     | 1.1       |
| トルクメン人 | 4,148    | 0.5      | 4,040     | 0.3       | 7,115     | 0.4       | 11,043    | 0.4       | 13,991    | 0.4       | 20,487    | 0.4       | 20,300     | 0.3       |
| タタール人 | 950      | 0.1      | 18,296    | 1.2       | 56,893    | 2.9       | 70,803    | 2.4       | 79,529    | 2.1       | 79,442    | 1.6       | 19,000     | 0.3       |
| アラブ人 | 3,260    | 0.4      | 2,290     | 0.2       | 1,297     | 0.1       | 248       | 0.0       | 176       | 0.0       | 276       | 0.0       | 14,500     | 0.2       |
| その他 | 7,180    | 0.9      | 60,137    | 4.0       | 120,750   | 6.1       | 142,332   | 4.9       | 158,812   | 4.2       | 169,824   | 3.3       | 29,100     | 0.5       |
| 合計 | 827,2167 | 827,2167 | 1,485,091 | 1,485,091 | 1,979,897 | 1,979,897 | 2,899,602 | 2,899,602 | 3,806,220 | 3,806,220 | 5,092,603 | 5,092,603 | 6,127,500  | 6,127,500 |
| 1出典: . 2出典: . 3出典: . 4出典: . 5出典: . 6出典: 751,000 Lakai, 15,100 Kongrat, 4,900 Katagan, 3,700 Barlos, 1,100 Yuzを含む。 |          |          |           |           |           |           |           |           |           |           |           |           |            |           |

## 言語
タジク語のいくつかの方言 (ペルシア語の方言でもある) が話されており、これらは国家の公用語に認定されている。ロシア語は政府やビジネスの場で広く用いられている。他の少数民族はウズベク語、キルギス語、ブハラ語、パシュトー語などの言語を使用している。ゴルノ・バダフシャン自治州では、パミール諸語やシュグニー語など他の言語が話されている。ヤグノブ盆地（ソグド州）の北部には、現在もヤグノビ語話者が住んでいる。

## 宗教
2009年の調査によると、タジキスタンの人口の90％はムスリム (約85％がスンナ派、5％がシーア派)である。残りの10％はロシア正教会、もしくは他のカトリック教会, セブンスデー・アドベンチスト教会, バプテスト教会などのキリスト教諸派を信仰している。また、少数民族であるアルメニア人の間ではゾロアスター教が信仰されている。その他にもバハイ教やユダヤ教の信者もいる。

## ザ・ワールド・ファクトブックによる人口統計
以下の統計はザ・ワールド・ファクトブックによる2009年9月の統計である。最新の情報に関してはCIA World Factbookを参照。

### 人口
7,349,145 (2009年の統計)

### 人口構成比
0–14歳 34.3％ (男:1,282,681/女:1,238,607) 

15–64歳 62.1％ (男:2,260,552/女:2,303,034)

65歳以上 3.6％ (男:112,334/女:151,937) (2009年の統計)

### 人口増加率
1.88％ (2009年の統計)

### 純移動率
-1.28 /1,000人 (2009年の統計)

### 男女比率
出生時
1.05 男/女

15歳以下
1.04 男/女

15-64歳
0.98 男/女

65歳以上
0.74 男/女

合計
0.99 男/女 (2009年の統計)

### 平均寿命
合計
65.33歳

男性
62.29歳 

女性
68.52歳 (2009年の統計)

### 教育
高校までの12年が義務教育とされているが、実際に高校を卒業する学生の割合は90％を下回る。

### 識字率
対象：15歳以上

全体
99.5％

男性
99.7％

女性
99.2％ (2000年の統計)